# Нарейяха
Нарейяха (устар. Нарей-Яха) — река в России, протекает по Ямало-Ненецкому АО. Устье реки находится в 167 км по левому берегу реки Ярудей. Длина реки составляет 29 км.

## Данные водного реестра
По данным государственного водного реестра России относится к Нижнеобскому бассейновому округу, водохозяйственный участок реки — Надым, речной подбассейн реки — подбассейн отсутствует. Речной бассейн реки — Надым.
Код объекта в государственном водном реестре — 15030000112115300051580.